# Lobosceliana femoralis
Lobosceliana femoralis är en insektsart som först beskrevs av Walker, F. 1870.  Lobosceliana femoralis ingår i släktet Lobosceliana och familjen Pamphagidae. Inga underarter finns listade i Catalogue of Life.